# Музье-Панан
Музье́-Пана́н (фр. Mouzieys-Panens, окс. Mosièis e Panens) — коммуна во Франции, находится в регионе Юг — Пиренеи. Департамент — Тарн. Входит в состав кантона Кармо-2 Валле-дю-Серу. Округ коммуны — Альби.
Код INSEE коммуны — 81191.

## География
Коммуна расположена приблизительно в 530 км к югу от Парижа, в 70 км северо-восточнее Тулузы, в 25 км к северо-западу от Альби.
На северо-западе коммуны протекает река Серу.

## Климат
Климат умеренно-океанический. Зима мягкая и дождливая, лето жаркое с частыми грозами. Ветры довольно редки.

## Население
Население коммуны на 2010 год составляло 223 человека.
| 1962 | 1968 | 1975 | 1982 | 1990 | 1999 | 2010 |
| ---- | ---- | ---- | ---- | ---- | ---- | ---- |
| 259  | 239  | 228  | 202  | 209  | 180  | 223  |

## Администрация
| Период | Период | Фамилия        | Партия | Примечания |
| ------ | ------ | -------------- | ------ | ---------- |
| 2001   | 2008   | Жан-Клод Марти |        |            |
| 2008   | 2020   | Клод Блан      |        |            |

## Экономика
В 2007 году среди 124 человек в трудоспособном возрасте (15—64 лет) 79 были экономически активными, 45 — неактивными (показатель активности — 63,7 %, в 1999 году было 73,0 %). Из 79 активных работали 72 человека (33 мужчины и 39 женщин), безработных было 7 (5 мужчин и 2 женщины). Среди 45 неактивных 11 человек были учениками или студентами, 19 — пенсионерами, 15 были неактивными по другим причинам.

## Достопримечательности
- Церковь Св. Михаила (XV—XVI века). Исторический памятник с 1979 года.[4]